# Leucose enzoótica bovina
A Leucose Enzootica Bovina (LEB) é uma doença infecciosa causada por um vírus (Família Retroviridae, gênero Deltaretrovírus) envelopado de genoma formado por uma única fita de ácido ribonucléico (RNA).